# Anophthalmus hitleri
Anophthalmus hitleri (tiếng Slovenia: Hitlerjev brezokec) là một loài bọ hang động chỉ được tìm thấy trong năm hang động ẩm ướt ở Slovenia. Con trưởng thành và ấu trùng của A. hitleri được cho là những kẻ săn mồi đối với những loài trong hang động nhỏ hơn.

## Tên gọi
Tên khoa học của loài này được đặt theo Adolf Hitler, bởi Oscar Scheibel. Tên chi có nghĩa là mù, vì vậy tên đầy đủ có thể được dịch là "người mù của Hitler". Việc đặt tên đã được chú ý bởi Hitler, người đã gửi cho Scheibel một bức thư bày tỏ lòng biết ơn của mình.
Loài này không có đặc điểm gì đáng chú ý, chẳng hạn như màu sắc rực rỡ hoặc những chiếc râu khác thường, và được các nhà sưu tập kỷ vật của Hitler và các nhà sưu tập bọ cánh cứng quan tâm vì tên gọi của nó. Điều này đang khiến loài bọ này có nguy cơ tuyệt chủng.
Sau Chiến tranh thế giới thứ hai, việc đổi tên loài bọ này đã bị Ủy ban Quốc tế về Danh mục Động vật học (ICZN) từ chối, vì tên của loài bọ này ban đầu được xuất bản theo đầy đủ các quy tắc do ICZN đưa ra.